# Binalbagan
Binalbagan é um município de  primeira classe de renda municipal (d) na província Negros Ocidental, nas Filipinas. De acordo com o censo de 1 de maio  de  2020 possui uma população de 71 407 pessoas e 17 305 domicílios.